# 椿隆之
椿隆之（1982年6月28日—）是日本新生偶像、影視演員，千叶县出身。曾演出假面騎士劍主役而廣為人知。

## 個人經歷
2016年11月，椿隆之在東京與一名機車騎士發生口角，糾紛期間機車騎士司機找他的弟弟參與，但弟弟竟用高爾夫球桿暴打椿隆之，令椿隆之左頰骨粉碎性骨折（體部、頰骨弓）、上顎骨粉碎性骨折、鼻骨骨折（鼻中隔部）、左臉挫創（內眼角部）、跌打傷造成左眼角結磨出血，需要進行緊急手術和休養半年。

## 出演

### 电视剧
- 假面騎士劍（2004年 - 2005年、朝日電視台） 飾 劍崎一真/假面騎士劍（聲演）(男主角)
- 青春偵探事務所（日语：探偵ブギ）（2006年、東京MX電視台） 飾 松井駿
- 夢路（日语：夢路 (テレビ番組)）（2007年、TBS電視台） 飾
- 紅蓮女 第5話（2008年、東京電視台） 飾 晃
- 戀愛百景（日语：恋愛百景）（2008年3月17日、朝日電視台）飾
- 少年刑警 第1話（2008年、富士電視台）飾 池谷 昇
- 假面騎士DECADE  第30・31話（2009年、朝日電視台）飾 劍崎一真/假面騎士劍 King Form （聲演）（友情客串）
- 派遣女醫X   第1話（2008年、朝日電視台）飾
- 假面骑士ZI-O第29-第30集（2019年3月31日-2019年4月7日，朝日电视台）飾 劍崎一真 / Joker/ 假面騎士劍 （声演）（友情出演）

### 網絡劇
- 假面戰隊五騎士（2017年、東映） 飾 劍崎一真/劍崎一真（假）/假面騎士劍（聲演）/青騎士（聲演）（五大主角之一）

### 电影
- GO（日语：GO (小説)） 飾 少年A
- 假面騎士劍劇場版 - Missing Ace（日语：仮面ライダー剣 MISSING ACE）（2004年、東映） 飾 劍崎一真/假面騎士劍（聲演）
- 假面騎士×假面騎士 W & Decade MOVIE大戰2010 （2009年、東映） 飾 劍崎一真/假面騎士劍（聲演）（友情客串）
- 超級英雄大戰GP 假面騎士3號（2015年、東映） 飾 假面騎士劍（聲演）

## 作品表格
| 前任： 半田健人 （假面騎士FAIZ） | 日本假面騎士系列主騎士演員 假面騎士劍 2004年1月25日-2005年1月23日 | 繼任： 細川茂樹 （假面騎士響鬼） |